# Caladium coerulescens
Caladium coerulescens är en kallaväxtart som beskrevs av George Sydney Bunting. Caladium coerulescens ingår i släktet Caladium och familjen kallaväxter. Inga underarter finns listade.